# Razvodnica
Razvodnica je pojas koji odvaja dva porječja ili dva slijeva.

## Galerija
- Informacijska tablica na stazi između Schedena i Jühndea, označava podzemnu razvodnicu.
- Trostruka razvodnica na Prijelazu Lunghin kod sela Maloje u Švicarskoj.
- Pješačka staza na karpatskoj razvodnici između prijelaza Už i Bjišćadi.
- Označena razvodnica na cesti Passau-Češka granica.
- Razvodnica Sjeverno more - Baltičko more u gradu Wandlitzu u Njemačkoj.
- Kuriozitet: Crkveni krov u sklopu razvodnice, natpis na crkvi u Poppbergu u Birglandu.

## Vanjske poveznice
|  | Zajednički poslužitelj ima još gradiva o temi Razvodnica |